# Destinazione Parigi
Destinazione Parigi (The Happy Road) è un film del 1957 diretto e interpretato da Gene Kelly.

## Trama
Un padre americano, trasferitosi da poco in Francia per affari, è alla ricerca di suo figlio, il quale - fuggito da un collegio svizzero - desidera raggiungere Parigi per convincere il padre a tenerlo con sé. La cosa si complica, perché insieme al ragazzino, scappa anche una bambina che desidera rivedere e stare per sempre con la propria mamma francese. Da qui sorgono situazioni e scenari inattesi.

## Riconoscimenti
- BAFTA
  - Premio UN
- Golden Globe 1958
  - Golden Globe per il miglior film promotore di Amicizia Internazionale

## Curiosità
La scena iniziale e della grande confusione di bambini è stata girata in Francia, luogo dove è ambientato il film, presso la cittadina della Borgogna di Semur-en-Auxois.